# Voyageurs

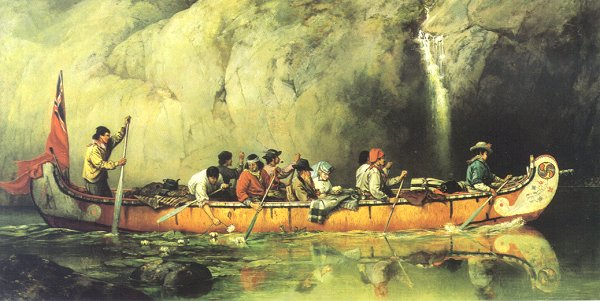
La obra "Quetico Superior Route, passing a Waterfall" de Frances Anne Hopkins.

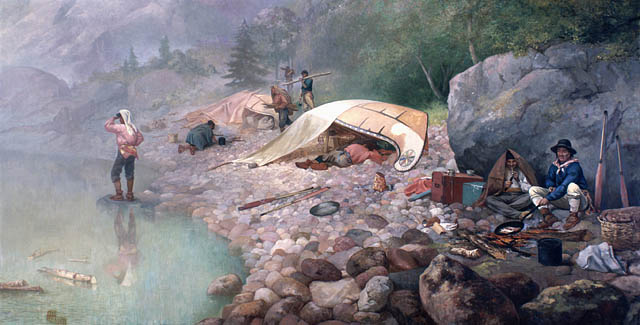
Voyageurs en Dawn, 1871, de Frances Anne Hopkins (1838–1919).

Los voyageurs son personas que participaron en el transporte de las pieles en canoa durante la época del comercio de pieles en Norteamérica. «Voyageur» es una palabra francesa que literalmente significa «viajador. Este artículo trata sobre el carácter emblemático del término, que era aplicado a los lugares (Canadá y el Alto Medio Oeste de los EE. UU.) y momentos (cénit en el siglo XVIII y principios del XIX) en los que el transporte era de larga distancia, y ese reto y tarea principal en el negocio del comercio de pieles se llevaba a cabo en canoas, en gran medida manejadas por francocanadienses. El término es aplicado en el contexto del comercio de pieles, y, en menor medida, en otras actividades del comercio de pieles (como el solo comercio o militares), aunque también a la industria peletera que usaba los trineos tirados por perros, a la practicada en otras áreas (como en otras partes de los EE. UU.) y a las personas aisladas que la practicaban e incluso a las personas dedicadas a la exploración de territorios vírgenes cuya participación en el comercio de pieles era secundaria. El sentido emblemático en ese momento también incluye ser parte de un esfuerzo organizado mediante licencias, una distinción que los diferenciaba de los coureur des bois, que también participaban en el comercio de pieles en esa misma época.
Los voyageurs fueron personajes legendarios, sobre todo en el Canadá francés. Hoy son héroes populares celebrados en el folklore y la música. Como un voyageur anónimo de 70 años dijo a James H. Baker:

Podría seguir, remar, caminar y cantar con cualquier hombre que jamás he visto. He estado veinticuatro años como canoero, y cuarenta y un años en servicio: ningún portage era demasiado largo para mí, que podía cantar cincuenta canciones. He salvado la vida de diez voyageurs, he tenido doce esposas y seis tiros de perros. Gasté todo mi dinero en el placer. Si fuera joven de nuevo, quisiera pasar mi vida de la misma manera otra vez. ¡No hay vida tan feliz como la vida de un voyageur!
James H. Baker

La realidad es que su vida era penosa. Por ejemplo, tenían que ser capaces de llevar dos paquetes de 45 kilos de piel en los portages, algunos acarreaban cuatro o cinco, hay un informe de un voyageur con siete durante media milla, y leyendas de voyageurs que transportaban ocho. Las hernias eran comunes y con frecuencia les causaban la muerte.

## Surgimiento de los voyageurs

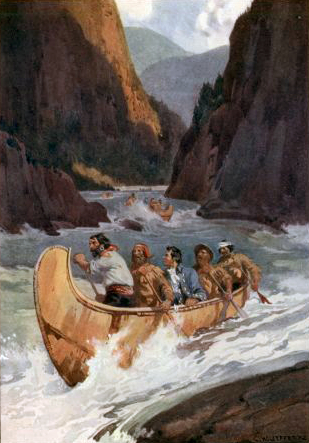
"The Descent of the Fraser River, 1808", de un dibujo a color de C. W. Jefferys

El primer comercio de pieles en América del Norte no contemplaba el transporte a larga distancia de las pieles dado que eran obtenidas comerciando directamente con los indios, que eran quienes las capturaban, cerca de los asentamientos a lo largo de la costa o en las vías navegables accesibles por barco. Al poco tiempo, los coureur des bois lograban más ventajas comerciales si se internaban en territorio virgen y comerciaban allí. En 1681, las autoridades francesas decidieron controlar a esos comerciantes. Además, como el proceso de negociación se adentró en territorios inexplorados, el transporte de las pieles (y los productos para comerciar por ellas) se volvió una parte importante en el negocio de las pieles. Se inició un proceso de expedición de permisos (congés). Aquellos comerciantes asociados con el transporte en canoa de la actividad licenciada, comenzaron a ser conocidos como voyageurs, un término que literalmente significa «viajero» en francés.
El comercio de pieles estaba entonces controlado por un pequeño número de comerciantes de Montreal. Nueva Francia también comenzó una política de expansión en un intento por dominar el comercio. La influencia francesa se extendió hacia el oeste, norte y sur. y se construyeron fuertes y puestos comerciales con la ayuda de los exploradores y comerciantes. También se negociaron tratados con los grupos nativos, y el comercio de pieles se convirtió en un negocio muy rentable y organizado. El sistema se fue volviendo más complejo, y los voyageurs, muchos de los cuales habían sido comerciantes independientes, se convirtieron poco a poco en trabajadores contratados.
En su mayor parte, los voyageurs eran partidas contratados para manejar las canoas que llevaban bienes de comercio y suministros a los puestos comerciales, donde eran intercambiados por las pieles, y a los puestos de encuentro (rendezvous posts) (por ejemplo: Grand Portage). A continuación, transportaban de vuelta las pieles a Lachine, cerca de Montreal, y más tarde también a los puestos establecidos en la ruta hacia la bahía de Hudson. Algunos voyageurs se quedaban en la región de nuevo durante el invierno, transportando las mercancías comerciales a los puestos franceses más alejados. Estos hombres eran conocidos como los hivernants (en español, invernantes, y en inglés, winterers). También ayudaban a negociar el comercio en los pueblos nativos. En la primavera, acarreaban las pieles desde esos alejados puestos de avanzada hasta los puestos de encuentro. Los voyageurs también sirvieron como guías para los exploradores (como Pierre Gaultier de Varennes, sieur de La Vérendrye). La mayoría de estos canoeros eran francocanadienses, por lo general de la isla de Montreal o de los señoríos y parroquias a lo largo, o cerca, del río San Lorenzo, aunque otros muchos eran franceses.

## Tipos de voyageurs
Los voyageurs que sólo remaban entre Montreal y el Grand Portage eran conocidos como mangeurs de lard («comedores de [carne] de cerdo»), debido a su dieta que consistía principalmente en carne de cerdo salada (era considerado como un término despectivo). Los que fueron llamados hommes du nord (hombres del norte) o hivernants (invernantes). Los que no eran ni principalmente viajado por el interior (más allá de Grand Portage) sin invernan en él. De los voyageurs se esperaba que trabajasen 14 horas al día y paleasen a una velocidad de 55 golpes por minuto. Pocos sabían nadar y muchos se ahogaron en los rápidos o al estallar tormentas mientras cruzaban los lagos. Los portajes y las rutas se indicaban a menudo por árboles globo (Lob trees), o por árboles que tenían ramas cortadas justo debajo de la parte superior del árbol.

## Canoas

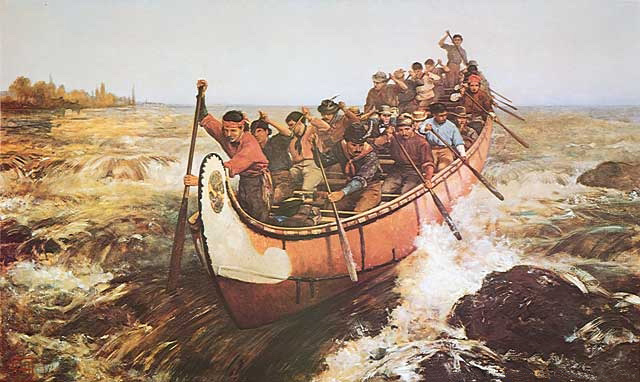
Voyageurs at Dawn (1871), de Frances Anne Hopkins (1838-1919)

Sus canoas estaban hechas de corteza de abedul sobre un bastidor de madera. Había dos tamaños comunes: el más grande, la canoa Montreal (Montreal Canoe) o canot du maitre tenía alrededor de 36 pies de largo, unos seis pies de ancho y pesaba alrededor de 600 libras.Llevaba cerca de tres toneladas de carga y en los portajes era acarreada por lo general por cuatro hombres. Su tripulación era de 6 a 12 hombres, siendo lo más habitual 8 a 10. Era utilizada principalmente para las rutas que incluían los Grandes Lagos. El otro tipo era la canoa del Norte o canot du Nord (North Canoe), que tenía unos 25 pies de largo, cerca de 4 pies de ancho, pesaba aproximadamente 300 libras y llevaba un poco menos de tonelada y media de carga. La canoa del Norte se utilizó principalmente en las rutas interiores que no tenían que cruzar los Grandes Lagos. Era porteada generalmente por dos hombres. Entre ambos tamaños, hubo un tercer tipo, menos usado, la canot Bâtard.

## Vida diaria
Los voyageurs se levantaban a menudo a las 2 o 3 de la madrugada. A condición de que no hubiera rápidos (que requerían luz de día para su navegación), se ponían en marcha muy temprano, sin desayunar. En algún momento hacia las ocho paraban para el desayuno. El almuerzo, cuando existía, era a menudo sólo una oportunidad de conseguir un pedazo de pemmican para comer en el camino. Pero se detenían unos minutos cada hora para fumar una pipa y median la distancia a menudo por "pipas", el intervalo entre estas paradas. Entre las ocho y diez de la noche se detenían y montaban el campamento.
Comían normalmente dos comidas por día y la mayor parte de su dieta consistía en unos pocos artículos de una corta lista de alimentos destinados a aprovisionarles. Uno de ellos era el pemmican, que consiste principalmente en carne seca (golpeada en trozos pequeños) mezclada con grasa; otro era el rubaboo u otros platos hechos de guisantes secos. Fue más frecuente incluir carne de cerdo salada en las rutas del este. Al viajar, los voyageurs no tenían tiempo para "vivir de la tierra" cazando y recolectando. El día de los voyageurs era un día muy largo, levantándose de madrugada y viajando antes de su primera comida.
Los viajes en canoa suponían remar en el agua con todo el personal y la carga en las canoas y acarrear los contenidos por tierra en ciertos pasos (el llamado porteo). En aguas someras, cuando la profundidad del agua impedía remar con la carga en la canoa, pero admitían que las piraguas o canoas cargadas fuesen flotando, se usaban varios métodos para arrastrarlas, tirando con las manos, empujando con pértigas, o arrastrando con cuerdas. Cuando las circunstancias permitían que (sólo) las canoas vacías pudiesen flotar, se les llamaba decharge. Cuando la canoa podía flotar si se dividía la carga en dos viajes se llama demi-charge. Las pieles eran empaquetadas en bultos de un peso estándar de unas 90 libras cada uno. La carga estándar de un voyageur en un porte era de dos paquetes, o sea 180 libras, aunque algunos llevaban más. Hay informes de algunos voyageurs que llevaban cinco o más paquetes y leyendas sobre algunos con ocho. Hay un informe de un voyageur, llamado La Bonga, un esclavos liberado de 6' 5" de altura que llevó siete bultos una/dos millas cuando intentaba convertirse en voyageur, una hazaña que desdice el requisito usual de que los voyageurs tenían que ser de corta estatura.
Era un trabajo peligroso a pesar de su experiencia. David Thompson describe en us narración un intento de atravesar los rápidos de The Dalles:

Prefirieron atravesar The Dalles; no habían ido muy lejos, cuando para evitar la cresta de las olas, que deberían haber mantenido, tomaron un agua sin problemas aparentes, donde se vieron envueltos en un remolino, que les dio la vuelta en su vórtice, la canoa con los hombres aferrados a ella, bajó extremo anterior, y todos se ahogaron; se hizo la búsqueda de los cuerpos por el pie de The Dalles, pero sólo uno de los hombres fue encontrado, con el cuerpo en gran parte destrozado por las rocas.
David Thompson

### Música
La música fue parte de la vida cotidiana de los voyageurs, que cantaban canciones mientras paleaban y trabajaban, así como mientras realizaban otras actividades y en las festividades. Muchos de los que viajaron con los voyageurs recogieron sus impresiones escuchándoles cantar, y mencionan que el canto era una parte importante de su rutina. Pero pocos escribieron las letras y la música. Como resultado, los registros de las canciones de los voyageurs tienden a ser sesgados hacia aquellas que también fueron populares en otras partes de Canadá. Ejemplos de sus canciones son A La Claire Fontaine (a favorite), En Roulant Ma Boule, J'ai Trop Grand Peur Des Loups y Frit A L'Hule.

## Rutas

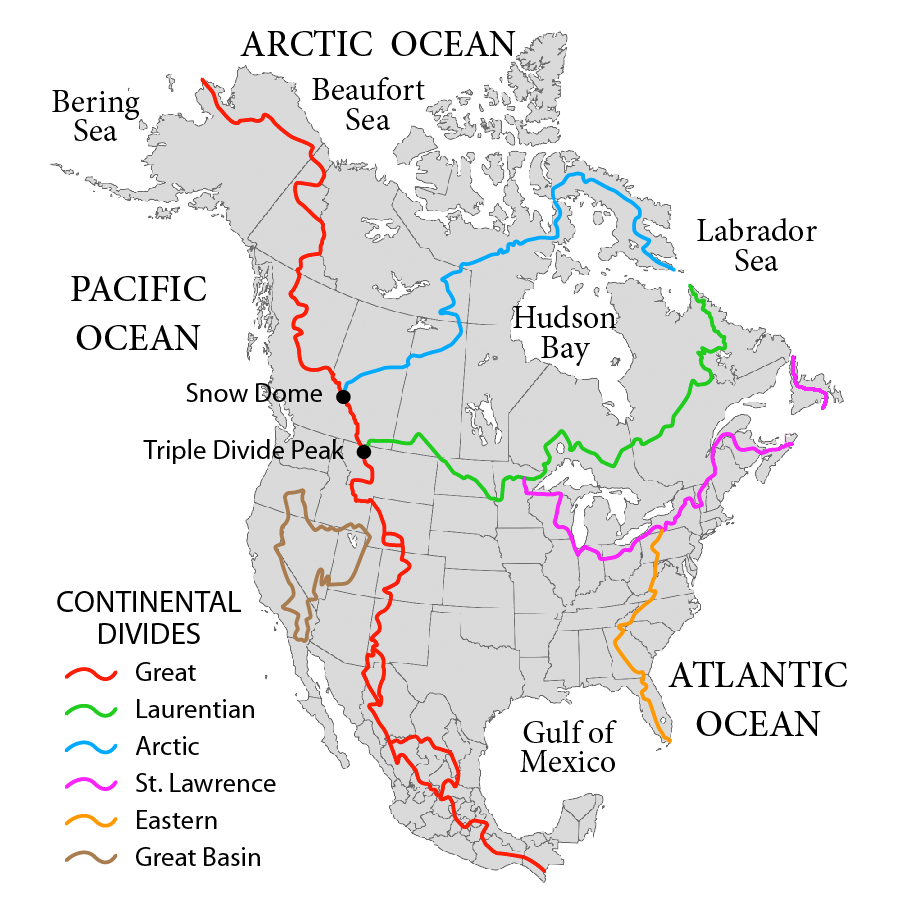
Principales cuencas fluviales en Norteamérica

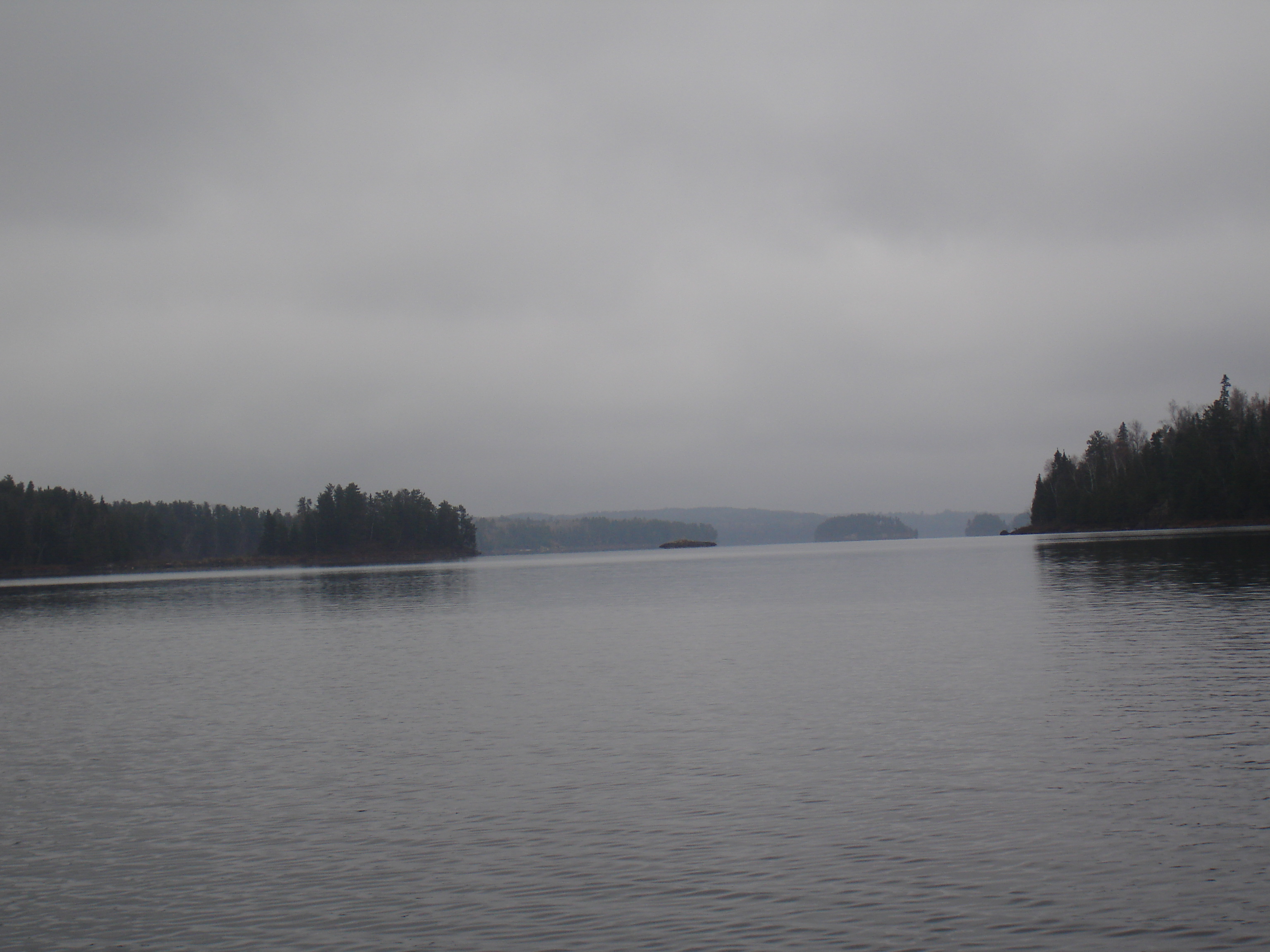
Quetico Superior, la ruta de los voyageurs desde Grand Portage hasta el lago la Croix

Las rutas de los voyageurs eran rutas acuáticas utilizadas para el comercio de pieles que los buques y las embarcaciones grandes no podían alcanzar o por las que no podían navegar. Las canoas viajaron a lo largo de rutas bien establecidas, exploradas y utilizados por los primeros europeos en la historia de la colonización del continente. La mayoría llevaban a Montreal y, más tarde, muchas a la bahía de Hudson. Ambas rutas se unían en el interior, sobre todo en el lago Winnipeg.

### Rutas que salían de Montreal
Las dos orillas del lago Superior habían sido exploradas en la década de 1660. A finales del siglo XVII los europeos había invernado en el lago Rainy, al oeste del lago Superior, y hacia la década de 1730 las rutas regulares ya llevaban al oeste del lago Superior. Uno de principales "troncos" iba desde Montreal a Grand Portage (ahora Minnesota) o Fort William (actualmente Ontario, Canadá) en la costa noroeste del Lago Superior. Este "tronco" iba a través de dos vías muy diferentes. La principal vía desde Montreal fue el río Ottawa y luego, a través de ríos y pequeños lagos, hasta el lago Hurón. La otra seguía la ruta marítima de San Lorenzo y el lago Erie hasta el lago Hurón. Grand Portage fue el punto de partida hacia el interior del continente, que comenzaba con un portage muy largo (nueve millas), de aquí su nombre. En el siglo XVIII, Fort William, (en la actualidad Thunder Bay, Ontario, Canadá) un poco más al este reemplazaría al Grand Portage. El tronco desde Grand Portage seguía lo que hoy es la frontera canadiense, y, de hecho, la frontera se definió en gran parte por esta ruta. La ruta desde Fort William estaba un poco más al norte. Las dos rutas llevaban y se unían en el lago LeCroix.

### Rutas con la bahía de Hudson
El otro tronco principal se iniciaba en la fábrica York, donde el río Hayes desemboca en la bahía de Hudson. Este tronco llevaba a la Norway House en el lago Winnipeg. Más tarde, la parte aguas abajo de esta ruta era recorrida por embarcaciones tipo York (York boats) en lugar de por canoas.

### Rutas lejanas en el interior de Canadá
Una importante vía llevaba al oeste desde el lago Winnipeg hasta Cumberland House, en el lago Cumberland, un centro con rutas principales en cuatro direcciones diferentes.
La mayoría de las rutas finalizaban en los límites de la distancia que podía ser recorrida en una temporada, en un viaje de ida y vuelta, desde un punto de transferencia más importantes (tales como Grand Portage).

## Comparación con los coureur de bois
Estos dos términos han tenido amplios y superpuestos usos, pero su significado emblemático en el contexto del negocio de comercio de la piel era distinto: los voyageurs eran los trabajadores del transporte en canoa organizada, con licencia de transporte de larga distancia de pieles y artículos para el comercio en el interior del continente; los coureur des bois eran empresarios madereros que se dedican a varias cosas, incluyendo el comercio de pieles. Los coureur des bois precedieron a la era de los voyageurs, y éstos parcialmente les sustituyeron. Para aquellos coureur des bois que continuaron y también viajaron profundamente en el continente en el comercio de pieles, el término adquirió el significado adicional de "sin licencia".

## Valor para la industria del comercio de pieles

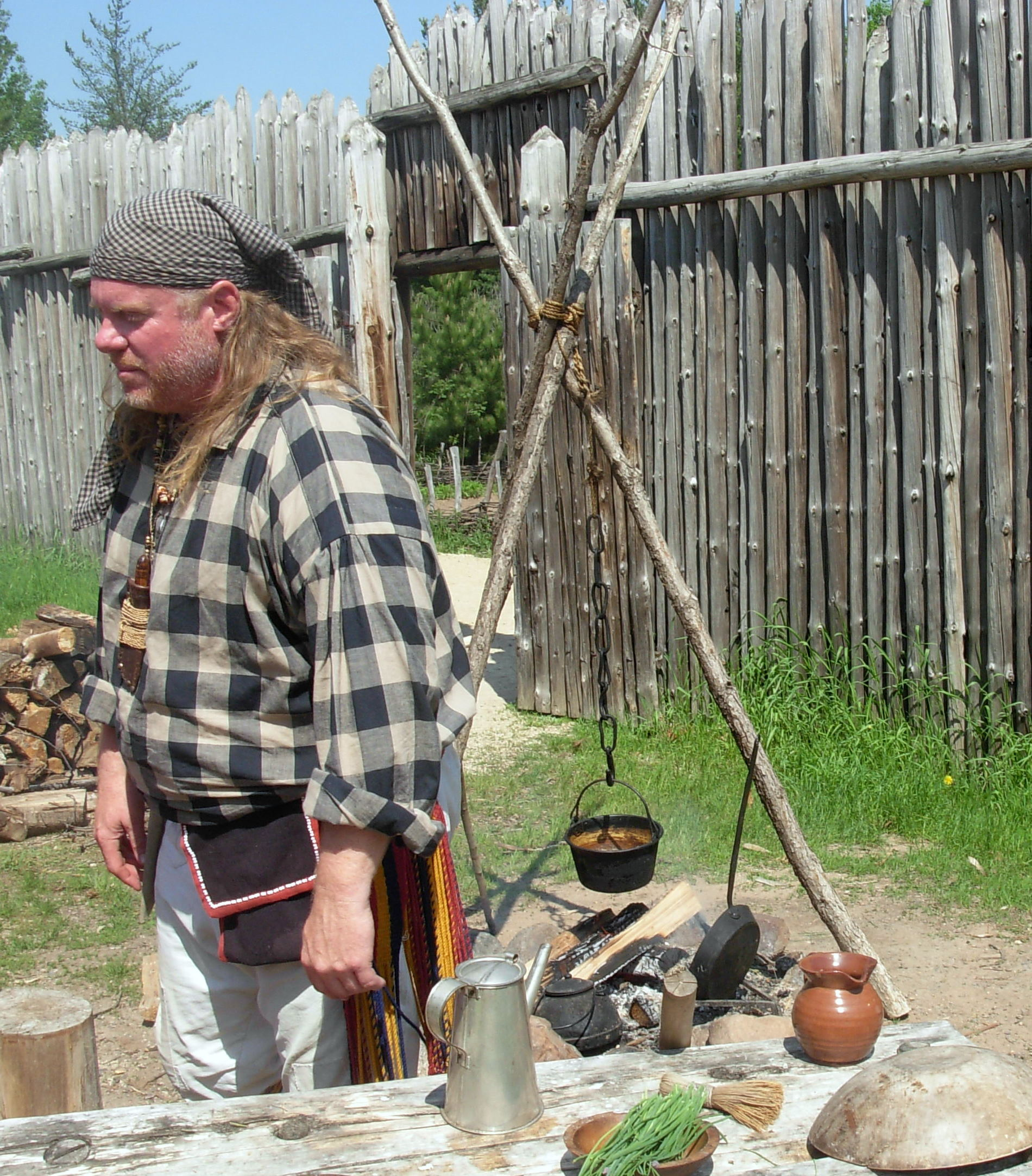
Actor contemporáneo disfrazado como un voyageur en un lugar histórico de Minnesota

Los viajantes eran empleados muy valorados de las empresas comerciales, como la Compañía del Noroeste (North West Company, NWC) y la Compañía de la Bahía de Hudson (Hudson's Bay Company, HBC). Tuvieron un papel decisivo en la recuperación de pieles de toda América del Norte, pero fueron especialmente importantes en la escarpada región de Athabasca del Noroeste. Athabasca fue una de las regiones más rentables para el comercio de pieles en las colonias, porque las pieles de las regiones más al norte son de calidad superior a las que se encuentren en lugares más al sur. Originariamente, la HBC se contentaba con tener sus puestos comerciales a lo largo de las orillas de la bahía de Hudson y sus socios comerciales nativos les llevaban sus pieles. Sin embargo, una vez que la NWC comenzó a enviar a sus voyageurs al interior de la región de Athabasca a los nativos les resultaba más fácil entregarles a ellos sus pieles que hacer el largo viaje hasta la bahía de Hudson. Como resultado, Colin Robertson envió un mensaje al Comité de la HBC de Londres en 1810, sugiriendo que ellos debían de comenzar a contratar voyageurs francocanadienses. Como muestra esta cita, creía firmemente que eran una de las claves del éxito en el comercio de pieles:

Recomendaría calurosamente noticias a los canadienses; estas personas creo yo, son los mejores voyageurs del mundo; son animosos y emprendedores, y muy aficionados al país; son fáciles de mandar: nunca se tiene ninguna dificultad en el establecimiento en el lugar con los hombres; pero la perspectiva es sombría para la subsistencia, que siguen a su Maestro donde quiera que vaya.
Colin Robertson

A pesar de este fuerte respaldo, hasta 1815 la HBC no siguió su consejo y comenzó a contratar un número importante de voyageurs francocanadienses para las expediciones de intercambios en Athabasca. Colin Robertson lideró la primera de estas expediciones de la HBC a Athabasca y afirmó tener dificultades para contratar a voyageurs de la región de Montreal debido a los esfuerzos de la NWC para frustrar sus planes. La NWC se dio cuenta de lo importante que eran los voyageurs en su éxito y no estaban dispuestos a renunciar a ellos fácilmente. Esta competencia de mano de obra experimentada entre la HBC y la NWC estimuló una mayor demanda de voyageurs en Montreal, antes de que se fusionaran la XY Company y la NWC.

## Fin de la era de los voyageurs
Varios factores llevaron al final de la era de los voyageurs, siendo el más importante la aparición de otros y mejores métodos de transporte (carreteras y sobre todo el ferrocarril) que disminuyó la necesidad del transporte de pieles y productos comerciales por los ríos. También influyó que el comercio de pieles de América del Norte declinó, a pesar de que continúa hasta nuestros días.